# 日高繁明
日高 繁明（、1916年（大正5年）7月30日 -没年不明）は日本の映画監督、脚本家。宮崎県出身。通り名は「はんめい」。妻は元東宝専属女優の川合玉江。
主に時代劇やアクション映画などの監督を務めた。

## 来歴
宮崎中学校卒業後、衣笠貞之助に師事。
1936年（昭和11年）、松竹下加茂撮影所に入社。
1941年（昭和16年）、東宝に移籍。
1950年（昭和25年）、『淑女と風船』を中野潔と共同監督。
1954年（昭和29年）、『透明人間』（小田基義監督）以後、映画脚本家としても活躍。
1955年（昭和30年）、『姿なき目撃者』で正式に映画監督デビュー。
1959年（昭和34年）、東宝を退社。
1960年（昭和35年）、第二東映に入社。1967年（昭和42年）まで東映の映画監督として活躍。主に青春コメディを多く手掛けた。

## 監督作品
- 淑女と風船（1950年、宝映プロ）
- 姿なき目撃者（1955年、東宝）
- あの娘が泣いてる波止場（1956年、東宝）
- 眠狂四郎無頼控（1956年、東宝）
- 眠狂四郎無頼控 第二話 円月殺法（1957年、東宝）
- 恐怖の弾痕（1957年、東宝）
- 次郎長意外伝 大暴れ次郎長一家（1957年、東宝）
- 昭和刑事物語 俺にまかせろ（1958年、東宝）[4]
- ドジを踏むな（1958年、東宝）
- 手錠をかけろ（1959年、東宝）
- 青春を賭けろ（1959年、東宝）
- 十七歳の逆襲 暴力をぶっ潰せ（1960年、第二東映）
- 十七歳の逆襲 向う見ずの三日間（1960年、第二東映）
- 第三次世界大戦 四十一時間の恐怖（1960年、第二東映）
- 坊ちゃん野郎勢ぞろい（1961年、第二東映）
- 花ざかり七色娘（1961年、東映）
- 腕まくり七色娘（1961年、東映）
- 新婚シリーズ 月給日は嫌い（1962年、東映）
- 新婚シリーズ 最初が肝心（1962年、東映）

## 脚本作品
- 透明人間（1954年、東宝）
- ゴジラの逆襲（1955年、東宝）[2][注釈 1]
- 姿なき目撃者（1955年、東宝）
- あの娘が泣いてる波止場（1956年、東宝）
- 哀愁の街に霧が降る（1956年、東宝）
- 眠狂四郎無頼控 第二話 円月殺法（1957年、東宝）
- 手錠をかけろ（1959年、東宝）